# Cygnus NG-21
Cygnus NG-21 (lat. „labuť“) byl let americké nákladní kosmické lodi řady Cygnus. Společnost Northrop Grumman ji vyrobila a připravuje její vypuštění podle smlouvy s agenturou NASA v rámci programu Commercial Resupply Services, jehož účelem je zásobování Mezinárodní vesmírné stanice (ISS). Let odstartoval 4. srpna 2024 a trval 238 dní do konce března 2025.

## Loď Cygnus
Pro lety s nákladem k ISS jsou od roku 2015 využívány lodi Cygnus s označením Enhanced (vylepšené). Na oběžnou dráhu Země je vynášely rakety Antares 230, od roku 2019 pak Antares 230+. Ty v prvním stupni používaly dvojici ruských motorů RD-181, což však v důsledku mezinárodních sankcí reagujících na ruskou invazi na Ukrajinu v roce 2022 nebylo dále možné. Protože nová verze Antares 330 se sedmi motory Miranda společnosti Firefly Aerospace má být k dispozici až pro misi Cygnus NG-23, a to nejdříve na podzim 2024, budou mise NG-20 až NG-22 na oběžnou dráhu dopraveny raketami Falcon 9 FT.

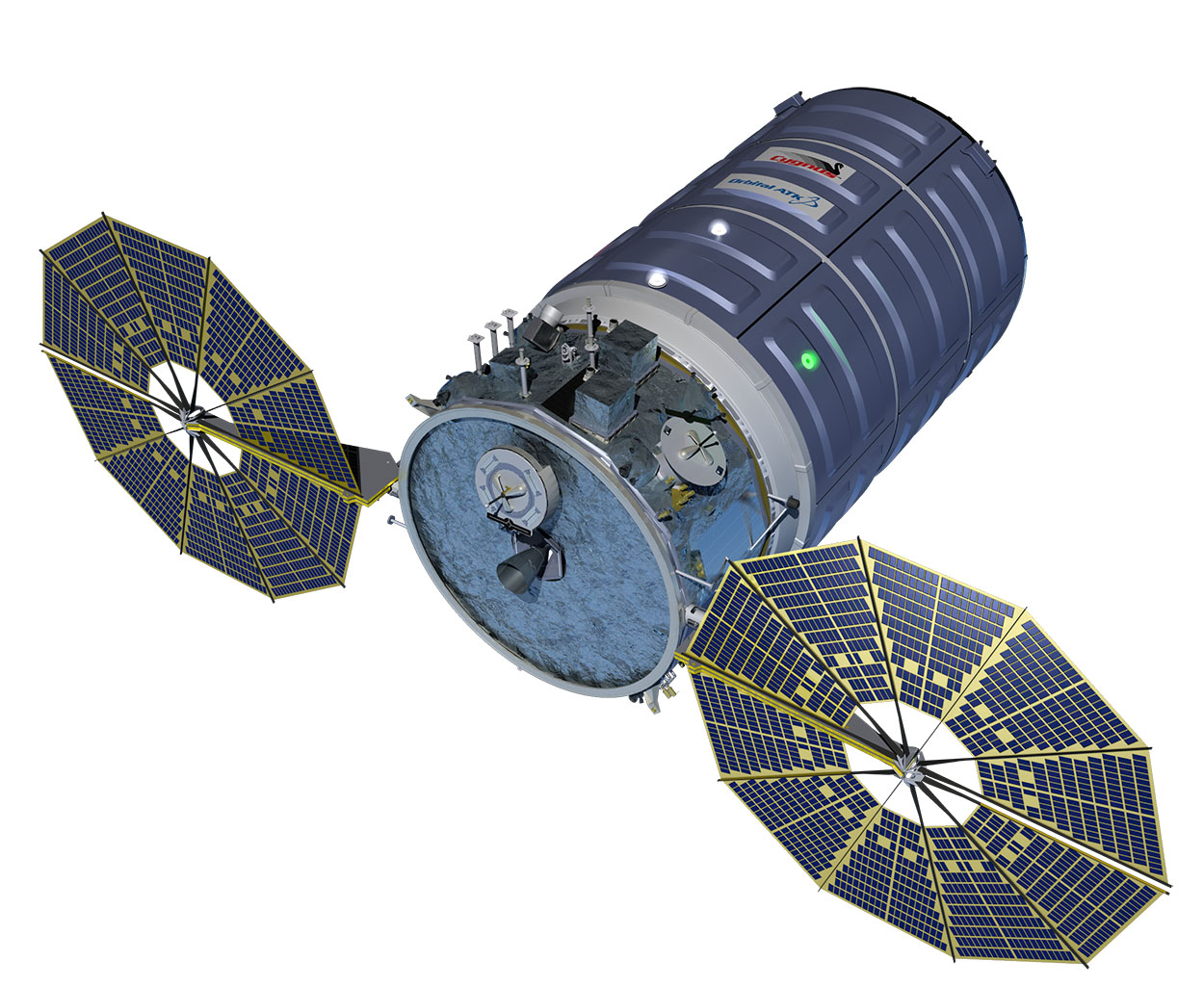
Vizualizace lodi Cygnus

Délka lodí dosahuje 6,39 metru a vnější průměr 3,07 metru. Hermetizovaný modul o objemu 27 m3 pojme až 3 750 kg nákladu. Celková startovní hmotnost včetně nákladu a 1 218 kg paliva dosahuje až 8 455 kg.
Na spodku lodi (v postavení při startu) jsou umístěny dva kruhové solární panely o celkovém výkonu 3,5 kW, vyrobené technologií Ultraflex, které se po vypuštění rozevřou jako vějíř.
Na horní části je umístěn kotvicí mechanismus CBM (Common Berthing Mechanism) pro hermetické připojení ke stanici a umožnění přístupu její posádky do vnitřku lodi. Lodi Cygnus se k ISS nepřipojují automaticky jako lodi Progress, Dragon 2 a dříve také ATV, ale pomocí robotické ruky Canadarm2, podobně jako dřívější lodi HTV nebo první verze lodí Dragon. Cygnus se ke stanici přiblíží na zhruba 10 metrů, posádka ho zevnitř stanice pomocí robotické ruky zachytí, během přiblížení lodi ke spojovacímu portu a připojení lodi ale robotickou ruku na dálku řídí operátoři z řídicího střediska.
Od mise NG-17 disponují lodi Cygnus rozšířenými funkcemi pro úpravu dráhy stanice a při každém z letů je nejméně jednou využily k plánovanému zvýšení dráhy.

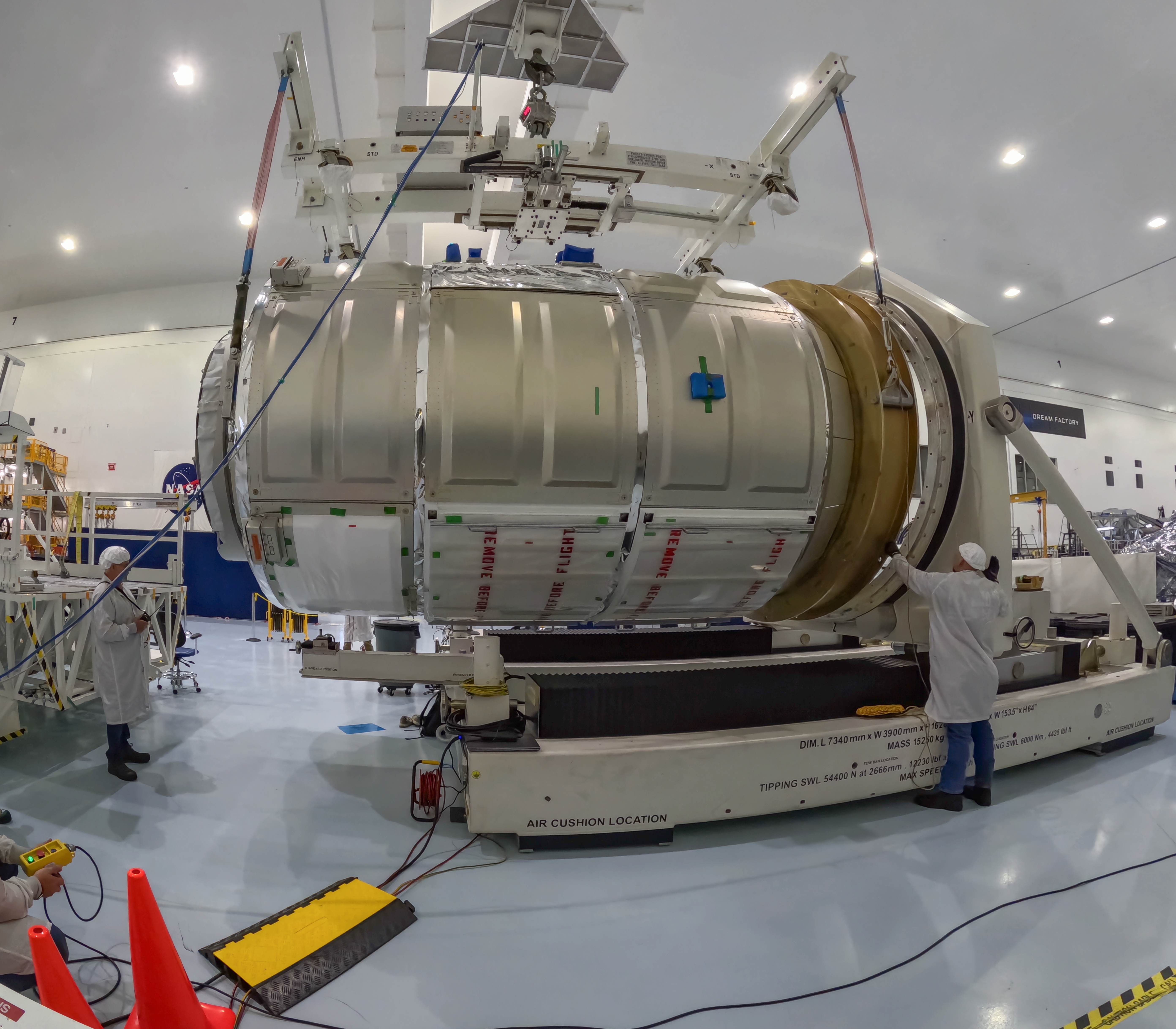
NG-21 při předstartovní přípravě.

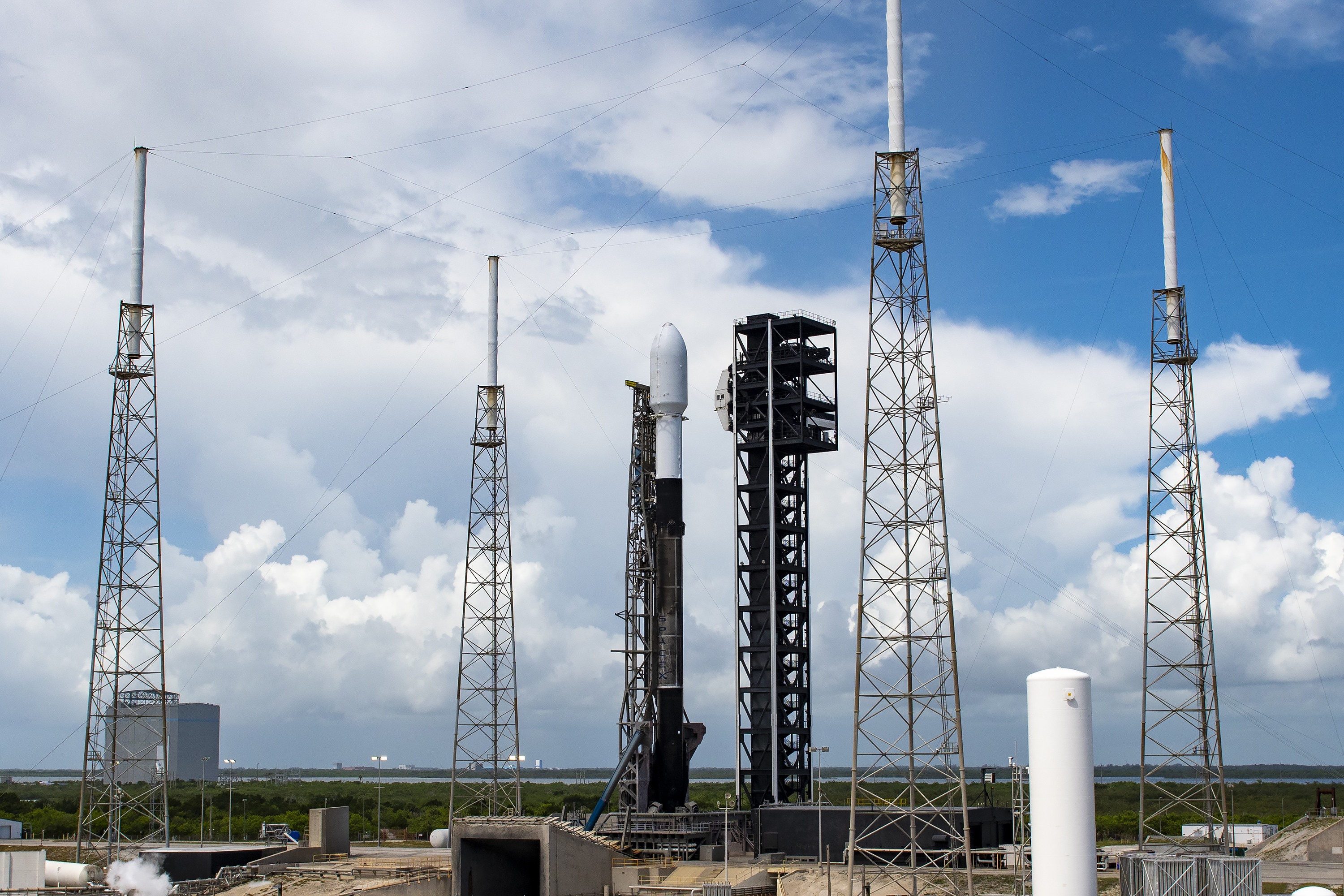
Před startem.

## Náklad
Kosmická loď Cygnus NG-21 vynesla k ISS 3 857 kg nákladu, z toho 14 kg na vnější straně lodi. Náklad tvořily:
- zásoby pro posádku, (1 021 kg)
- provozní vybavení stanice (1 560 kg),
- materiály a zařízení pro medicínské, fyzikální a další vědecké experimenty (1 220 kg),
- vybavení pro výstup do volného prostoru (43 kg),
- počítačové vybavení (13 kg).

Provozní vybavení (hardware) pro stanici zahrnoval mimo jiné:
- sadu Roll Out Solar Array Modification Kit 8, která se skládá z napájecích kabelů, nosníku, držáků a dvou sady vzpěr pro osmé solární pole iROSA. Jeho instalace se chystá v roce 2005 na segment S6 příhradového nosníků ISS, podobně jako bylo v uplynulých letech instalováno již 6 polí iROSA, z nichž každé generuje více než 20 kilowattů elektřiny;
- zařízení pro řízení teploty, vlhkosti a proudění vzduchu v rostlinném stanovišti, kterým je uzavřený, plně automatizovaný prostor pro pěstování rostlin a související biologický výzkum;
- rezervní gyroskop pro řízení rychlosti úhlového pohybu vesmírné stanice;
- montážní sadu evropského vylepšeného průzkumného cvičebního zařízení a systému pro izolaci a stabilizaci vibrací (E4D VIS), které obsahuje odporové cvičení, cyklistické ergonomické cvičení, veslování a tahání za lano. K sadě patří také 14 wolframových desek, které budou sloužit jako protiváha systému izolace a stabilizace vibrací vznikajících při cvičení;
- vybavení pro regulaci tlaku a čerpání v rezervní destilační sestavě pro zpracování moči;
- opravnou sadu pro rentgenový teleskop NICER (Neutron Star Interior Composition Explorer) umístěný na příhradovém nosníku stanice a poškozený v květnu 2023;
- zásobní nádrže na vodu.

Vědeckými výzkumy, které mise NG-21 dovezla na ISS, byly mimo jiné testy technologie pro znovupoužití vody a pro výrobu krve a imunitních kmenových buněk v mikrogravitaci, studie účinků kosmického letu na upravenou jaterní tkáň a DNA mikroorganismů, nechybí ani živé vědecké demonstrace pro studenty. NASA upozornila především na tyto výzkumy:
- The Packed Bed Reactor Experiment: Water Recovery Series – Výzkum se věnuje gravitačním vlivům na filtrační systémy, tedy na to, jak gravitace ovlivňuje společné proudění plynu a kapaliny skrz porézní média. Astronauti získají data pro vyhodnocení osmi různých součástí technologie čištění vody odstraňování vody z moči na stanici. Výzkum míří na optimalizaci technologií pro lety na Měsíc a Mars, ale zjištěné poznatky mohou vést i zlepšení technologií používaných na zemi při čištění vody, vytápění a chlazení.[9]
- InSPA-StemCellEX-H1 – Projekt expanze hematopoetických kmenových buněk (HSC) ve vesmíru pro klinické použití testuje hardware pro vesmírnou produkci lidských HSC buněk. Ty vedou ke vzniku krevních a imunitních buněk a používají se při terapiích pacientů s některými krevními chorobami, autoimunitními poruchami a rakovinou. Pro výzkum slouží speciální bioreaktor pro expanzi kmenových buněk navržený tak, aby třísetnásobně zvětšil kmenové buňky bez nutnosti měnit nebo přidávat nové růstové médium. Tato technologie by mohla produkovat kmenové buňky ve větším množství, kontinuálněji a s lepšími vlastnostmi pro klinické použití, než je v současné době možné na Zemi.[10]
- Rotifer-B2 – Výzkum Evropské kosmické agentury (ESA) je zaměřen na poznatky, jak let do vesmíru ovlivňuje opravné mechanismy DNA (deoxyribonukleové kyseliny) v mikroskopických organismech třídy pijavenky (latinsky bdelloidea) z kmene vířníků (latinsky Rotiferana). Tyto drobné, ale složité organismy jsou známé svou schopností odolávat drsným podmínkám, včetně dávek záření 100krát vyšších, než dokážou přežít lidské buňky. Vířníci, kteří v přírodě obývají převážně sladkovodní prostředí, budou kultivováni v inkubátoru na vesmírné stanici a výzkum bude sledovat, jak pobyt v mikrogravitaci ovlivňuje jejich schopnost opravit části poškozené DNA. To by mohlo přispět ke zlepšení obecného pochopení poškození DNA a opravných mechanismů využitelných na Zemi.[11]
- MVP Cell-07 – Medicínský projekt zkoumá zrání inženýrsky vytvořené jaterní tkáně obsahují krevní cévy. Cílem vědců je dozvědět se více o progresi tkáně a vývoji krevních cév v uměle vytvořených tkáních na vesmírné stanici a budou sledovat, jak se biotiskem vytvořená jaterní tkáň chová v jiných než pozemských podmínkách, především zda mikrogravitace způsobuje změny tvaru, velikosti a objemu buněk a tvorbu tkáňových struktur a cévních výstelek. Biotisk v mikrogravitaci může umožnit výrobu vysoce kvalitních tkání a orgánů, které je obtížné udržovat na Zemi, což by mohlo pomoci posunout produkci tkání a funkčních orgánů v gravitaci k léčbě pozemských pacientů.[12]
- Next Gen STEM – Další část vzdělávacího projektu NASA v oborech STEM (věda, technologie, inženýrství a matematika) s názvem STEMonstrations[13] a s cílem pomoci učitelům lépe zkoumat témata se svými studenty, bude tentokrát zaměřena na dostředivou sílu. Astronauti ji na vesmírné stanici představí pomocí drobné mince a šestihranné matice, které se budou otáčet ve dvou průhledných balóncích, což umožní porovnávat vyvolané fyzikální efekty.

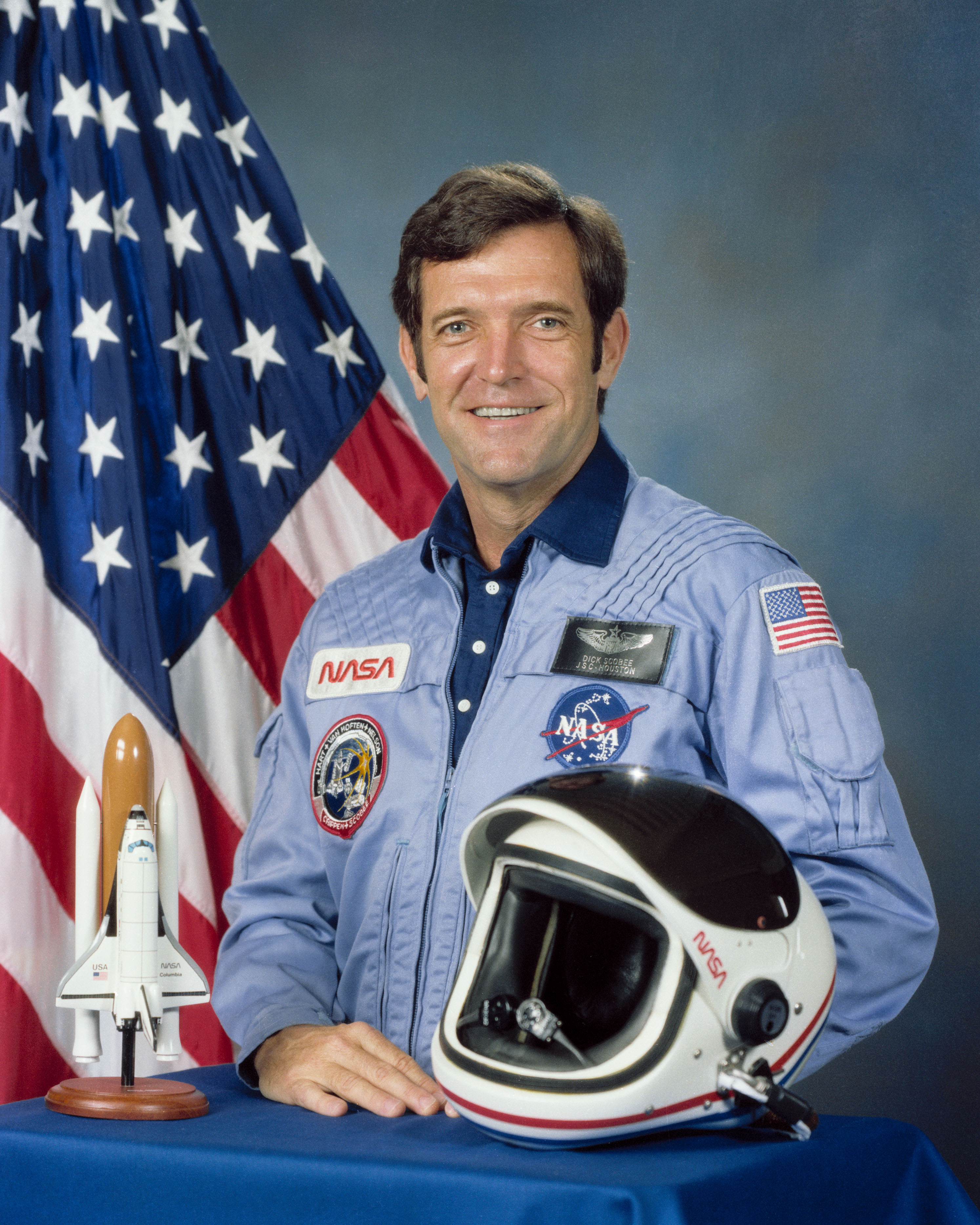

## Čestné pojmenování – Francis R. “Dick” Scobee
Od prvního startu nákladní lodi Cygnus je zavedena tradice pojmenovávání jednotlivých exemplářů kosmické lodi podle některé z osobností, které se zasloužily o americký vesmírný program. Pro let NG-21 společnost Northrop Grumman zvolila jméno amerického astronauta, velitele osudné mise raketoplánu Challenger v roce 1986. Francis Scobee, který už měl v té době za sebou jeden týdenní kosmický let, zahynul 28. ledna 1986 spolu s dalšími šesti členy při katastrofě 73 sekund po startu mise STS 51-L.

## Průběh mise
Start mise na raketě Falcon 9 z rampy SLC-40 kosmodromu CCSFS (Cape Canaveral Space Force Station) byl předběžně naplánován nejdříve na červenec až srpen 2024. Loď se mohla vydat na cestu až poté, co její předchůdkyně NG-20 dokončila svou šestiměsíční misi zahájenou 30. ledna 2024 a uvolnila tak spodní (nadir) port modulu Unity, přes který se lodi Cygnus k ISS připojují. To se stalo 12. července 2024 a NASA na počátkem čtvrtého červencového týdnu v provozním plánu oznámila, že start mise NG-21 se uskuteční 3. srpna 2024 v 15:28:51 UTC s připojením ke stanici o necelé dva dny později. Hodinu před plánovaným termínem padlo rozhodnutí o jednodenním odkladu kvůli špatnému počasí – nový termín byl stanoven na 4. srpna v 15:02:53 UTC a i přes nepříliš vhodné povětrnostní podmínky se v tomto čase také uskutečnil.
Loď na cestě k ISS nezvládla dva motorické manévry nutné pro zvýšení dráhy ze zhruba 250 km nad Zemí k více než 400 km nad Zemí, kde létá ISS. NASA informovala, že loď neprovedla zážeh 42 minut po startu, v 15:44 UTC, a po přeplánování manévru na 16:34 UTC se motor sice spustil, ale „kvůli mírně sníženému počátečnímu tlaku” se záhy vypnul. Podle NASA v tu chvíli nic nenasvědčovalo tomu, že by měl samotný motor nějaký problém. Cygnus byl v bezpečné výšce a asi tři hodiny po startu se v pořádku rozvinuly oba solární panely. Později NASA oznámila, že inženýři v řídicím středisku mise společnosti Northrop Grumman v Dulles ve Virginii vyhodnotili údaje o tlaku při spuštění motoru, které systémy lodi zjistily, poté potvrdili, že je tento tlak přijatelný, a přepracovali trajektorii lodi tak, aby k vesmírné stanici dorazila podle původně plánovaného harmonogramu.
Loď poté skutečně úspěšně provedla dva zážehy motoru pro zrychlení lodi a odpovídající zvýšení její dráhy a doletěla k ISS v předem naplánovaném čase 6. srpna 2024 a přiblížila se k ní na vzdálenost zhruba 10 metrů. Tam ji prostřednictvím robotické paže Canadarm2 v 07:11 UTC zachytit člen Expedice 71, astronaut Matthew Dominick s pomocí astronautky Jeanette Eppsové. Šlo o celkově 50. zachycení kosmické lodi, protože takový manévr Canadarm2 provedla již s 20 nákladními Dragony první verze, s 9 japonskými nákladními loděmi HTV a 21 loděmi Cygnus. Poprvé se tak stalo 17. září 2009 s japonskou nákladní lodí HTV-1.
Pozemní operátoři po zachycení s pomocí robotické paže přenesli loď ke spodnímu portu modulu Unity a ukotvili ji do něj kolem 09:33 UTC.
Nedlouho po příletu, 22. srpna 2025, provedla NG-21 – podobně jako předchozí logi Cygnus – zvýšení dráhy stanice, které jinak obvykle zajišťují ruské kosmické lodi Progress.
Mise měla podle původního plánu skončit v lednu 2025, termín byl později upřesněn na 20. ledna. Společnost Northrop Grumman ale v prosinci 2024 požádala Federální komisi pro komunikace o prodloužení licence k používání vysílacího zařízení v NG-21 do 1. dubna 2025 s tím, že kosmická loď zůstane v důsledku změn v programu připojena k ISS i po dosavadním termínu skončení platnosti licence, kterým byl 31. leden 2025.
Posádka ISS do Cygnusu před odletem umístila odpad a poté ho operátoři – opět pomocí ramene Canadarm2 – od Unity odpojili 28. března 2025 kolem 08:50 UTC. Dosažených 234 dní spojení s ISS byla nejdelší doba ze všech předchozích letů kosmických lodí Cygnus. Po uvolnění z úchopu robotické paže téhož dne v 10:57 UTC se loď vlastními silami vzdálila od stanice. Následně snížila svou dráhu a 30. března 2025 provedla brzdící manévr, který ji kolem 10:15 UTC dovedl do atmsféry, v jejíchž horních vrstvách shořela nad obvyklou oblastí jižního Tichého oceánu.